# وقت مستقطع

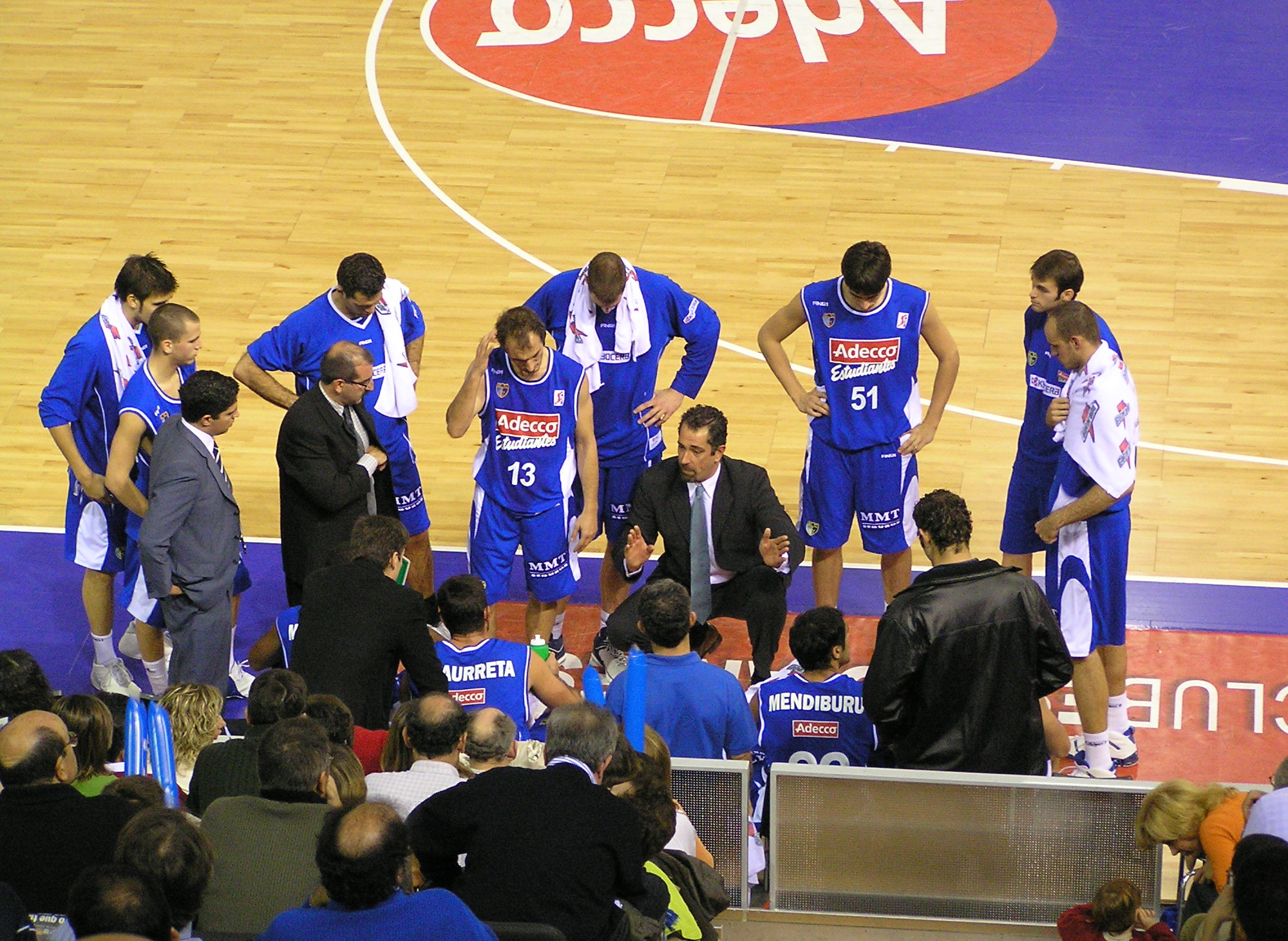

الوقت المستقطع (بالإنجليزية: Time-out) في الألعاب الرياضية يُعطي في المباريات السماح لمدربي أي من الفريقين بالتواصل مع لاعبي الفريق بشكلٍ مؤقت من أجل تحديد الإستراتيجية أو إلهام الروح المعنوية على سبيل المثال، وكذلك يتم من خلال الوقت المستقطع إيقاف ساعة المباراة. عادة ما يتم استدعاء الأوقات المستقطعة من قبل المدربين أو اللاعبين، على الرغم من أنه بالنسبة لبعض الألعاب الرياضية. عادة ما تقوم الفرق بطلب الأوقات المستقطعة في نقاط مهمة استراتيجيًا في المباراة، أو لتجنب استدعاء الفريق لتأخير انتهاك نوع اللعبة، مثل قاعدة الخمس ثوان في كرة السلة.